# Hörður Sveinsson
Hörður Sveinsson (24 marzo 1983) è un ex calciatore islandese, di ruolo attaccante.

## Carriera

### Club
Sveinsson vestì la maglia del Víðir Garði, per poi passare al Keflavík. Nel 2006 si trasferì ai danesi del Silkeborg. Nel corso del 2007, fu ceduto in prestito ai norvegesi del Tromsø. Esordì nell'Eliteserien in data 21 ottobre, subentrando a Joel Lindpere nel pareggio per 2-2 contro lo Strømsgodset. Rientrò al Silkeborg a fine stagione, per poi passare al Keflavík a titolo definitivo. Nel 2011 fu ingaggiato dal Valur, per poi tornare al Keflavík nel corso del 2012.

### Nazionale
Giocò 10 partite per l'Islanda under 21, con 3 reti all'attivo. Debuttò il 18 agosto 2004, andando anche a segno nella sconfitta per 2-1 contro l'Estonia under 21.